# Sint-Vaastkerk (Zuidpene)
De Sint-Vaastkerk (Frans: Église Saint-Vaast) is de parochiekerk van de gemeente Zuidpene in het Franse Noorderdepartement.
Het betreft een neogotisch basilicaal bakstenen bouwwerk met voorgebouwde toren. De kerk bezit een grafzerk van 1540.